# Covelo (Spagna)
Covelo è un comune spagnolo di 3 743 abitanti situato nella comunità autonoma della Galizia.